# Dračevica (Bar)
Pour les articles homonymes, voir Dračevica.
Dračevica (en serbe cyrillique : Драчевица) est un village du sud du Monténégro, dans la municipalité de Bar.

## Démographie

### Évolution historique de la population
| 1948 | 1953 | 1961 | 1971 | 1981 | 1991 | 2003 |
| ---- | ---- | ---- | ---- | ---- | ---- | ---- |
| 118  | 117  | 105  | 72   | 37   | 6    | 8    |